# Elia Andrioletti
Elia Andrioletti   (Vertova, 9 de juny de 1952) és un ex-pilot d'enduro italià, tres vegades Campió d'Europa (dues en 175 cc i una en 350 cc) a finals dels anys 70. Als Sis Dies Internacionals d'Enduro hi obtingué tres victòries en categories, així com el Trofeu dos anys consecutius formant part de l'equip italà.
Cap al final de la seva carrera Andrioletti provà sort en raids africans, aconseguint la victòria al Ral·li de Sud-àfrica els anys 1978 i 1979.

## Palmarès

### Campionat d'Europa
- 3 Campionats d'Europa d'enduro:
  - 1976 i 1977 (175 cc, KTM)
  - 1978 (350 cc, KTM)
- 4 Victòries a la Valli Bergamasche:
  - 1976 1 1977: 175 cc (KTM)
  - 1978: 350 cc (KTM)
  - 1980: 125 cc (KTM)

### ISDT
- 12 Participacions, aconseguint un total de 9 medalles d'or
- 3 Victòries en categories
- 2 Victòries al Trofeu:
  - 1979 - Neunkirchen, RFA
  - 1980 - Briude, Occitània

### Campionat d'Itàlia
- 3 Campionats d'Itàlia d'enduro:
  - 1973 i 1974 (100 cc, KTM)
  - 1976 (175 cc, KTM)

### Raids
- 2 Victòries al Ral·li de Sud-àfrica (1978 i 1979)